# ATC代码 (C04)
ATC代码C04（外周血管扩张剂）是解剖学治疗学及化学分类系统的一个药物分组，这是由世界卫生组织药物统计方法整合中心所制定的药品及其它医用产品的官方分类系统。分组C04是C心血管系统的一部分。
兽用代码（ATCvet码）可以在人用ATC代码前加Q字母：QC04等。没有相应人用ATC代码的ATCvet在以下列表中通过前置Q字母表示。
国家ATC分类可能包括列表中没有的其它分类，列表为世界卫生组织（WHO）版本。

## C04A 外周血管扩张剂（Peripheral vasodilators）

### C04AA2-氨基-1-苯基乙醇衍生物（2-amino-1-phenylethanol derivatives）
C04AA01 异克舒令（Isoxsuprine）
C04AA02 布酚宁（Buphenine）
C04AA31 巴美生（Bamethan）

### C04AB咪唑啉衍生物（Imidazoline derivatives）
C04AB01 酚妥拉明（Phentolamine）
C04AB02 妥拉唑啉（Tolazoline）

### C04AC烟酸及其衍生物（Nicotinic acid and derivatives）
C04AC01 烟酸（Nicotinic acid）
C04AC02 烟醇（Nicotinyl alcohol (pyridylcarbinol)）
C04AC03 烟酸肌醇（Inositol nicotinate）
C04AC07 环烟酯（Ciclonicate）

### C04AD嘌呤衍生物（Purine derivatives）
C04AD01 喷替茶碱（Pentifylline）
C04AD02 尼可占替诺（Xantinol nicotinate）
C04AD03 己酮可可碱（Pentoxifylline）
C04AD04 烟酸乙羟茶碱（Etofylline nicotinate）
QC04AD90 丙戊茶碱（Propentofylline）

### C04AE麦角生物碱类（Ergot alkaloids）
C04AE01 二氢麦角毒甲磺酸盐（Ergoloid mesylates）
C04AE02 尼麦角林（Nicergoline）
C04AE04 双氢麦角汀（Dihydroergocristine）
C04AE51 二氢麦角毒甲磺酸盐复方（Ergoloid mesylates, combinations）
C04AE54 双氢麦角汀复方（Dihydroergocristine, combinations）

### C04AF酶
C04AF01 血管舒缓素（Kallidinogenase）

### C04AX 其它外周血管扩张剂（Other peripheral vasodilators）
C04AX01 环扁桃酯（Cyclandelate）
C04AX02 酚苄明（Phenoxybenzamine）
C04AX07 长春胺（Vincamine）
C04AX10 莫西赛利（Moxisylyte）
C04AX11 苄环烷（Bencyclane）
C04AX17 长春布宁（Vinburnine）
C04AX19 舒考地尔（Sulcotidil）
C04AX20 丁咯地尔（Buflomedil）
C04AX21 萘呋胺（Naftidrofuryl）
C04AX23 布他拉胺（Butalamine）
C04AX24 维司那定（Visnadine）
C04AX26 西替地尔（Cetiedil）
C04AX27 桂哌齐特（Cinepazide）
C04AX28 艾芬地尔（Ifenprodil）
C04AX30 阿扎培汀（Azapetine）
C04AX32 法舒地尔（Fasudil）